# CUBE (TBSラジオ)
Sunday News Presenter CUBE（サンデーニュースプレゼンター・キューブ）は、TBSラジオで毎週日曜日の10:00から12:00に生放送されていた情報番組。2002年10月13日放送開始。2005年3月27日放送終了。

## パーソナリティ
- 中山秀征
- 鳥越俊太郎
- 山岡三子

## コーナー紹介
- CUBE JUM － リスナーからの世論調査をFAX･メールで募集。
- CUBE WEEKLY NEWS － 1週間に起こったニュース、週末に起こったニュースなどを伝える。
- 今週のこだわり － 「ニュースの職人」鳥越が気になったニュースを取り上げる。
- ロッテ お出かけリサーチ － 中継コーナー、ロッテ商品の紹介。リポーターは白井京子、佐藤しほ里。次番組の『安住紳一郎の日曜天国』でも継続しているが、現在ロッテはスポンサーから外れている他、リポーターも954キャスターの輪番制となっている。
- CUBE SPORTS JUM － スポーツアスリートやスポーツ関係者をゲストに迎える。

| TBSラジオ 日曜 10:00 - 12:00                                                          | TBSラジオ 日曜 10:00 - 12:00 | TBSラジオ 日曜 10:00 - 12:00 |
| 前番組                                                                                | 番組名                       | 次番組                       |
| ------------------------------------------------------------------------------------- | ---------------------------- | ---------------------------- |
| バックグラウンド・ミュージック （10:00 - 11:00）ラ・ラ・ラ♪日ようび （11:00 - 15:00） | CUBE                         | 安住紳一郎の日曜天国         |